# Shōgo Nakai
Shōgo Nakai (japanisch 中井 昇吾 Nakai Shōgo; * 19. Juni 1984 in der Präfektur Shiga) ist ein ehemaliger japanischer Fußballspieler.

## Karriere
Nakai erlernte das Fußballspielen in der Schulmannschaft der Yasu High School. Seinen ersten Vertrag unterschrieb er 2003 bei Kashiwa Reysol. Der Verein spielte in der höchsten Liga des Landes, der J1 League. 2005 wechselte er zum Zweitligisten Mito HollyHock. Für den Verein absolvierte er drei Ligaspiele.